# Jacobus Oerlemans
Jacobus Oerlemans (Vrijhoeve-Capelle, 5 november 1854 – Utrecht, 23 oktober 1913) was een Nederlandse burgemeester.

## Leven en werk
Jacobus Oerlemans was een zoon van Sijke Willemsdr. Millenaar en haar derde echtgenoot Antonie Oerlemans. Oerlemans was het zevende kind van zijn moeder die na hem nog één zoon kreeg. Toen Oerlemans 13 jaar oud was, was van al deze kinderen echter nog slechts één halfbroer in leven.
In juni 1905 werd Oerlemans benoemd tot burgemeester van de Brabantse gemeente Drongelen, Haagoort, Gansoijen en Doeveren.
Enkele weken later werd hij tevens benoemd tot burgemeester van de aangrenzende gemeente Meeuwen, Hill en Babyloniënbroek.
In 1908, tijdens zijn burgemeesterschap, werden beide gemeenten hernoemd tot respectievelijk Drongelen en Meeuwen.
Met zijn burgemeesterschap maakte Oerlemans deel uit van een traditie in zijn familie. Zo was vóór hem onder anderen zijn grootvader Willem Janszn. Millenaar burgemeester van Drongelen en later werd David Adriaan van der Schans, de zoon van zijn halfbroer, burgemeester van Eethen en diens broer Adriaan Davinus van der Schans burgemeester van Andel.
Oerlemans overleed ongehuwd op 58-jarige leeftijd in het diaconessenhuis in Utrecht na een ziekte van enkele maanden.